# Civil
A civil olyan személyt jelöl, aki a társadalom polgári tagja, és nem része sem az állami, sem pedig a gazdasági hatalomgyakorló szereplők körének. Több jelentéssel is bír a magyar nyelvben, attól függően, hogy milyen kontextusban használjuk. Eredete a latin civilis szóra vezethető vissza, amely a polgárokkal, városi lakosokkal kapcsolatos dolgokat jelölte.

## Jelentések

### Nem katonai (polgári) személy
A „civil” szó egyik leggyakoribb jelentése: olyan személy, aki nem tagja a fegyveres erőknek (pl. hadseregnek, rendőrségnek). Ilyenkor a civil személyeket védelem illeti meg különböző nemzetközi jogi egyezmények alapján (pl. Genfi egyezmények).
Példa: „A katonák kiürítették az épületet, és a civileket biztonságos helyre kísérték.”

### Társadalmi-közéleti értelemben: civil társadalom, civil szervezet
A „civil” szó a társadalmi szerepvállalás kontextusában is gyakran előfordul. A civil itt az államtól és a gazdasági szférától független, önkéntes alapon szerveződő polgári kezdeményezések összességére utal.

### Kapcsolódó fogalmak
- Civil társadalom: Az állampolgárok olyan közösségeinek összessége, amelyek az államtól függetlenül működnek.
- Civil szervezet: Jogilag bejegyzett szervezet, amely nem profitorientált céllal működik (pl. egyesület, alapítvány).

Példa: „A civil szervezetek aktív szerepet vállaltak a környezetvédelmi kampányban.”

### Hétköznapi, informális használatat
A köznyelvben a „civil” szót néha használják olyan értelemben is, hogy valaki nem tartozik egy adott szakmához vagy belső körhöz.
Példa: „Ezt a problémát nehéz elmagyarázni egy civilnek.”

## Etimológia
A latin civilis (polgári, állampolgári) szóból ered, amely a civis (polgár) szóból származik.